# Zwischen gestern und morgen
Zwischen gestern und morgen ist ein deutscher Spielfilm aus dem Jahre 1947 von Harald Braun. Er ist dem Genre des für die ersten Jahre nach dem Ende des Zweiten Weltkriegs in Deutschland typischen Genre des Heimkehrer- und Trümmerfilms zuzuordnen.

## Handlung
Münchens Stadtbild wird wie das so vieler anderer deutscher Städte gleich nach dem Krieg von Ruinen bestimmt. Von hier floh einst, im Jahre 1938, der Maler, Zeichner und Karikaturist Michael Rott in die Schweiz. Nun, im März 1947, ist er zurückgekehrt, und gleich nach seiner Ankunft auf dem Münchner Hauptbahnhof steigt er in dem etwa zur Hälfte zerstörten Regina-Palast-Hotel ab, in dem er schon früher abgestiegen war. Hotelier Rolf Ebeling begegnet Rott mit offener Ablehnung, denn er hält ihn für den Dieb eines wertvollen Schmuckes, den die von den Nationalsozialisten drangsalierte und verfolgte Jüdin Nelly Dreyfuß am 22. März 1938 Rott zur Aufbewahrung und Weitergabe an ihren geschiedenen Ehemann, den Schauspieler Alexander Corty, anvertraut hatte.
Rückblende: Michael Rott begibt sich in eine Zeitreise zurück in das betreffende Jahr 1938. Er versucht sich an die Vorgänge an jenem Tag zu erinnern. Damals war er in die Studentin Annette Rodenwald verliebt, mit der er den Abend im Regina-Hotel verbrachte. Noch in derselben Nacht musste er Hals über Kopf – über die hoteleigene Feuerwehrleiter – Annette verlassen und in die Schweiz fliehen. Der Grund: Eine spöttische Karikatur hatte ihm politischen Ärger eingebracht und er wurde zur Verhaftung ausgeschrieben. Zurück in der Jetztzeit: Am folgenden Tag trifft Michael seine Annette im Hotel wieder. Er erfährt von ihr, dass sie zwei Jahre auf ihn gewartet habe und nach seinem plötzlichen Verschwinden schließlich Ebeling geheiratet habe.
In einer zweiten Rückblende schildert Ebeling die Vorgänge jenes Märztages 1938 aus seiner Sicht. An diesem Tag traf Nelly Dreyfuß im Hotel ihren Ex-Mann Alexander, von dem sie sich unter dem Druck der NS-Behörden hatte scheiden lassen, um seine Karriere im Reich nicht zu gefährden. Da Corty große finanzielle Engpässe hatte, bat sie an jenem Abend Michael, ihrem Ex nach ihrer Abreise am Tag darauf den Schmuck zu übergeben. Kurze Zeit später wurde ihre Anwesenheit im Hotel von einem hohen Parteifunktionär entdeckt. Nelly entzog sich in größter Verzweiflung ihrer Verhaftung durch Selbstmord. Rott macht Ebeling klar, dass er den Schmuck vor seiner Flucht in den Briefkasten von Cortys Zimmer geworfen habe.
Bald stellt sich heraus, dass Michael Rott tatsächlich unschuldig ist, und er den ihm unterstellten Diebstahl nicht begangen hatte. Die junge Katharina, mit der sich Rott angefreundet hat, sorgt für Aufklärung: Im Jahre 1944 war sie in der hoteleigenen Bar als Serviererin angestellt. Dort bediente sie auch eines Tages Alexander Corty, der ihr den Schmuck zur Verwahrung übergab. Bei einem wenig später erfolgenden alliierten Bombenangriff auf München kam der unterbeschäftigte Schauspieler ums Leben, als er seelenruhig den Einsturz des bombardierten Hauses auf sich abwartete. Katharina hatte seitdem vor, den inzwischen aus den Trümmern geborgenen Schmuck mit Hilfe eines Schwarzmarkthändlers zu verkaufen. Als sie jedoch erfährt, wie wichtig der Schmuck für Rott ist, verhindert sie das Geschäft im letzten Moment und kann Rott mit dieser Tat rehabilitieren.

## Produktionsnotizen
Zwischen gestern und morgen wurde ab Mitte April bis Sommer 1947 in den Studios der Bavaria Film in Geiselgasteig sowie im Regina-Palast-Hotel gedreht und war neben dem in Berlin entstandenen Film … und über uns der Himmel der erste in der US-Besatzungszone mit amerikanischer Lizenz hergestellte Spielfilm sowie Harald Brauns erste Nachkriegsregie, ermöglicht vom US-amerikanischen Filmoffizier und ehemaligen UFA-Starproduzenten Erich Pommer. Die Uraufführung fand am 11. Dezember 1947 im Münchner Luitpold-Theater statt. Am 19. März 1948 lief der Film auch in den Westzonen Berlins an.
Walter Bolz hatte die Produktionsleitung. Robert Herlth schuf die Filmbauten, Walter Rühland beaufsichtigte den Ton. Für Willy Birgel war Zwischen gestern und morgen die erste Möglichkeit nach dem Krieg, wieder vor die Kamera zu treten. Aufgrund seiner prominenten Stellung im Dritten Reich (… reitet für Deutschland) besaß er bis zu diesem Zeitpunkt keine Spielerlaubnis. Sein junger Kollege Werner Peters gab hier sein Filmdebüt.
Um den Hotelbetrieb mit seinen Kellnern, Portiers und Zimmermädchen so realistisch wie möglich zu gestalten, engagierte Braun kurzerhand die durch die Zerstörung des wahren Hotels Regina arbeitslos gewordenen Angestellten als Komparsen und ließ sie ihre eigentlichen Rollen auch im Film spielen. Riess zufolge wollte Regisseur Braun mit der Rolle der verfolgten Jüdin “seiner Sekretärin und guten Freundin Nelly Dreyfuss ein Denkmal setzen. Frau Dreyfuss sah Sybille Schmitz sehr ähnlich, so sehr, daß sie auf der Straße oft als Frau Schmitz angehalten und um Autogramme gebeten wurde […]”

## Kritiken
Die zeitgenössischen Kritiken wie die rückblickenden der Adenauer-Jahre fielen durchaus positiv und milde aus, während in späteren Jahren in bisweilen scharfem Ton die Unverbindlichkeit, das Unanalytische und das Selbstmitleid dieses Streifens und auch zahlreicher anderer Filme jener Jahre vor der Gründung beider deutscher Staaten (1949) attackiert wurde. Lediglich Der Spiegel zeigte sich bereits 1947 tendenziell unzufrieden. Nachfolgend sieben Beispiele aus einem halben Jahrhundert:
Im Spiegel konnte man in der Ausgabe von 20. Dezember 1947 lesen: „Es ist ein "Heimkehrer"-Film von eigener Art, ein mit Routine und publikumswirksamen Momenten gespickter kriminalpolitischer Reißer. (…) Das Heute zeigt der Film in dem lebensgefährdenden Gedränge der Trambahn und dem Schwarzen Markt. Dort schafft Kat den Schmuck wieder herbei, um dessentwillen Michael in Verdacht geraten war. Diese Kat zeigt sich als ein wahres Wunderkind der heutigen Tage, nur glaubte das Publikum nicht recht daran. Es reagierte mit zeitweiligem Gekicher, sogar beim Heulen der Alarmsirenen. Ueberhaupt: Wer mit hohen Erwartungen gekommen war, sah sich enttäuscht. Schicksale von gestern mit Kriminalistik kombiniert, es ging nicht ganz auf.“
In Curt Riess’ Erinnerungsband Das gibt’s nur einmal ist Folgendes zu lesen: „Auch dieser Film ist eine Abrechnung mit dem, was geschah. Aber Harald Braun haßt nicht — auch nicht das, was er ablehnen mußte. Er sucht auch nicht nach Schuldigen, und wenn er es tut, dann interessiert ihn mehr, warum die Menschen schuldig werden mußten, als daß sie es wurden.“ An späterer Stelle erinnerte Riess: „Der Film wird freilich, trotz der Bombenbesetzung, kein Erfolg. Die Menschen in Deutschland werden es müde, sich mit der Vergangenheit zu befassen. Sie wollen wieder lachen, bevor sie das Lachen ganz verlernt haben.“
In Heinrich Fraenkels Unsterblicher Film ist zu lesen: Zwischen gestern und morgen „war ein Film, der sich stofflich an das vernünftige Rezept hielt, daß der künstlerische Einfall das Wesentliche sei und daß die zeitnahen und aus dem eigenen Erleben gewachsenen Stoffe auch das Interesse des Auslandes erwecken würden.“ An anderer Stelle befand Fraenkel: „[…] wesentlich an dem Stoff ist die Gestaltung der seelischen wie der physiologischen Trümmerwelt der ersten Nachkriegsjahre“.
Buchers Enzyklopädie des Films setzte sich intensiv mit der generellen Problematik des Trümmerfilm-Genres auseinander: „Typischer für die frühe deutsche Nachkriegsproduktion waren allerdings die ab 1947 entstandenen Trümmerfilme, Werke, die sich mit der Nazizeit aus dem ratlos-verkaterten Blickwinkel des Hinterher auseinandersetzten und viele gut gemeinte Ansätze durch eine Beschränkung auf das Klagelied des ohnehin machtlosen, kleinen Mannes zunichte machten oder sich in allgemeine Anklagen verloren, die niemanden trafen, weil alle zu den Betroffenen zählten. Typisches Beispiel dafür waren Harald Brauns Zwischen gestern und morgen oder Wolfgang Liebeneiners Liebe 47...“
Auch Reclams Filmführer sah Zwischen gestern und morgen und das es repräsentierende Trümmerfilm-Genre recht kritisch: „Doch nahezu alle diese ‚Trümmerfilme‘, die Ruinen und ausgemergelte Menschen auf die Leinwand brachten, verfehlten ihr Ziel, wenn nicht gar ihr Thema. Sie vertuschten die Ursache der Misere, indem sie den Nationalsozialismus entweder als anonyme Macht oder als individuellen Sündenfall Adolf Hitlers zeichneten, und sie suchten keinen neuen Weg in die Zukunft, sondern ein unauffälliges Arrangement mit dem Erbe der Vergangenheit.“
Das große Personenlexikon des Films nannte den Streifen in Harald Brauns Biografie ein „salbungsvolle[s] Heimkehrerstück.“
Das Lexikon des internationalen Films schrieb: „Das konventionelle, aber gut gespielte Drama umgeht die Auseinandersetzung mit Problemen jener Zeit, verzichtet allerdings auch auf naheliegende reißerische Effekte.“
Besonders drastisch fiel das Urteil von Christa Bandmann und Joe Hembus in dem Buch Klassiker des deutschen Tonfilms aus:"Die Helden des Nazifilms präsentieren sich in ihren neuen Rollen als Verfolgte des Naziregimes; ein peinlicher Fall von Selbst-Entnazifizierung und ein erschreckendes Beispiel für die durch Opportunismus bewirkte Kontinuität deutschen Filmschaffens."
Für Ludwig Marcuse  bildet sich mit diesem Film und seiner Story, auch auf dem Hintergrund der eigenen Emigrationserfahrung, das grundsätzliche Verhältnis der Deutschen zu seinen rückkehrenden Emigranten ab: „Ich habe gehört: da ist jetzt der erste Film einer deutschen Firma in der USA-Zone; man sollte ihn nicht vergessen. (...) Das schwere deutsche Problem, 1948, lautet: soll man einem Emigranten die Hand geben, der zwar nicht Österreich, die Tschechoslowakei, Polen, Belgien, Holland, Frankreich, Finnland, Dänemark und Norwegen gestohlen hat ... aber vielleicht ein Schmuckstück? Gott sei Dank findet sich plötzlich das Gesuchte. Der Emigrant ist rehabilitiert. Man braucht zur Interpretation keine Tiefenpsychologie: der Emigrant muss beweisen, dass er sich anständig benommen hat. Dann erst kann man ihm die Hand geben. Wem er die Hand geben kann, wird nicht in Betracht gezogen.“